# Estat Lliure de Fiume
L'Estat Lliure de Fiume (en croat: Slobodna Država Rijeka) fou una ciutat estat existent entre 1920 i 1924 que incloïa la ciutat homònima (ara a Croàcia i des de la fi de la II Guerra Mundial, de nom Rijeka). La seva extensió territorial era de 28 km² i incloïa Fiume i les zones rurals del nord i amb un petit corredor a l'oest que la connectava amb el Regne d'Itàlia (1861-1946). L'Estat Lliure limitava amb els municipis aleshores italians però ara croats de Castua (Kastav), Gellegne (Jelenje), Viscovo (Viškovo) Čavle i la localitat de Mattuglie (Matulji).

## Història
L'historiador Johannes Lucius va afegir a la "Dalmatia Pale" (una mica similar a la "Pale Anglesa" a Irlanda, com a límit de les lleis locals romanes) de les ciutats estats dàlmates la ciutat de "Fiume", després de l'any 1000 quan Venècia va començar a prendre el control de la regió.
De fet Fiume era l'antiga Tarsatica romana: la ciutat d'aquest període medieval era una petita ciutat fortificada sota els bisbes italians d'Aquileia (i Pola), tancada dins les muralles de la ciutat tenien diverses torres de defensa. La ciutat, anomenada Flumen, va rebre l'autonomia al segle xi pel bisbe i es va dividir en dues parts: a la part superior hi havia un castell medieval/antic fort romà i l'església de St. Vitus (per tant, el nom de "Flumen Sancti Viti"), mentre que a la part baixa, la popular, hi havia un centre comercial neollatí i de negocis on al voltant de l'any 1000 es van establir molts comerciants italians.

Fiume va obtenir la autonomia per primera vegada el 1719 quan es va proclamar port franc del Sacre Imperi en un decret emès per l'emperador Carles VI (aquí conegut com a Carles III, pretendent al tron espanyol durant la Guerra de Successió i emperador del Sacre Imperi a partir del 1713). El seu objectiu era que Trieste servís com a port de comunicació amb el nord i Fiume amb el sud i l'est. El 1776, durant el regnat de l'emperadriu Maria Teresa, la ciutat va ser transferida al Regne d'Hongria i el 1779 va obtenir l'estatus de corpus separatum dins d'aquest Regne. La ciutat va perdre breument la seva autonomia el 1848 després d'haver estat ocupada pel ban (virrei) croat Josip Jelačić, però la va recuperar el 1868 quan es va reincorporar al Regne d'Hongria, de nou com a corpus separatum. L'estatus de Fiume com a enclavament d'Hongria significava que, tot i estar sense sortida al mar, el Regne tenia un port. Fins al 1924, Fiume va existir a efectes pràctics com a entitat autònoma amb elements d'estat.
Al segle xix, la ciutat estava poblada principalment per italians, i com a minories per croats i hongaresos, i altres ètnies. Les afiliacions nacionals van canviar d'un cens a un altre, ja que en aquell moment la "nacionalitat" es definia principalment per la llengua que parlava una persona. L'estatus especial de la ciutat, situat entre diferents estats, va crear una identitat local entre la majoria de la població. Les llengües oficials en ús eren l'italià, l'hongarès i l'alemany; la major part de la correspondència comercial es feia en italià, mentre que la majoria de les famílies parlaven un dialecte local, una barreja de venecià amb algunes paraules de croat. Al camp fora de la ciutat, es parlava un tipus particular de dialecte croat txacavià amb moltes paraules italianes i venecianes.

## Problemàtica amb la qüestió de la ciutat de Fiume i la seva àrea d'influència
Amb la dissolució de l'Imperi Austrohongarès a conseqüència de la seva derrota a la Primera Guerra Mundial, la qüestió de l' estatus de la ciutat de Fiume va esdevenir en un important problema internacional. Els italians reivindicaven tant la localitat com part de la Dalmàcia, d'acord amb les promeses que les hi havien fet els francobritànics per tal que el Regne d'Itàlia s'incorporés al conflicte bèl·lic i que havien estat recollides en el Tractat de Londres (1915), tot i que de Fiume, l'acord diplomàtic no en parlava. Però la ciutat era també objectiu del nou Regne dels Serbis, Croates i Eslovens (més tard anomenat Regne de Iugoslàvia) als quals francesos i britànics els havien promès la ciutat un cop acabés la guerra. Les grans potències defensaven l'establiment d'un estat coixí. El President dels Estats Units, Woodrow Wilson, si bé acceptava l'annexió italiana del Tirol del Sud i de la Península d'Ístria, en canvi era del tot contrari a l'entrega de Fiume i de la Dalmàcia als italians, ja que, segons ell, alteraria l'equilibri balcànic i la del nou estat eslau que s'instauraria a l'àrea un cop acabés la guerra. De fet, Wilson anava assessorat per la comissió informativa que havia constituït el 1917 per tal de preparar els plans de pau. Davant dels desacords entre italians i iugoslaus i les exigències dels primers que es respectessin els acords del Tractat de París i s'entregués la ciutat de Fiume, tant que com és sabut el president del Govern italià Vittorio Emanuele Orlando es va retirar de les negociacions de pau com a mesura de protesta, i la ciutat per proposta de Woodrow Wilson es va constituir finalment com estat independent. El mateix President dels Estats Units va suggerir que la nova ciutat estat independent fos la seu de la futura Societat de Nacions.
Mentre, a Fiume la inestabilitat s'havia apoderat de la ciutat. L'octubre del 1918, a les vigílies de la dissolució de l'Imperi Austrohongarès es formà un Consell Nacional Italià de Fiume sota la presidència d'Antonio Grossich amb la finalitat de gestionar l'annexió de la ciutat al Regne d'Itàlia. Paral·lelament, serbis, croats i eslovens constituïen una entitat pròpia presidit per l'advocat Rikard Lenak també amb la finalitat d'incorporar tant la ciutat com la península d'Ístria al nou estat que aspiraven a formar. La disputa va conduir al desembarcament de tropes britàniques i franceses ocupessin momentàniament la ciutat al juliol del 1919. El Consell Nacional va sobreimprimir els bitllets austrohongaresos, -la corona de Fiume-, que es van utilitzar com a moneda oficial. Aquesta confusa situació va ser aprofitada pel poeta i escriptor italià Gabriele d'Annunzio el qual, al capdavant d'una força de voluntaris formada per nacionalistes i excombatents italians, van ocupar la ciutat el 12 de setembre de 1919 (fet conegut amb el nom d'Empresa de Fiume); i va començar un període d'ocupació de 15 mesos, amb la clara voluntat d'incorporar la ciutat al Regne d'Itàlia. Davant el rebuig italià a aquesta proposta, Gabriele d'Annunzio va proclamar la Regència Italiana del Carnaro com a fase intermèdia per a una futura annexió al Regne d'Itàlia.

## Estat Lliure de Fiume
El 12 de novembre del 1920, el Regne d'Itàlia i el dels Serbis, Croates i Eslovens van signar finalment el Tractat de Rapallo pel qual els dos països van acordar reconèixer "la total llibertat i independència de l'Estat de Fiume i obligar a respectar-la a perpetuïtat". Amb aquest acte es va crear l'etern "Estat Lliure de Fiume", que, segons va resultar, existiria com a estat independent durant aproximadament un any de facto, i quatre anys de jure. L'estat de nova creació va ser immediatament reconegut pels Estats Units, França i el Regne Unit. D'Annunzio es va negar a reconèixer l'Acord i va ser expulsat de la ciutat per les forces regulars de l'exèrcit italià en les accions del "Nadal de Sang" del 24 al 30 de desembre de 1920. Finalment, el 31 de desembre Gabriele d'Annunzio entregarà el poder a Antonio Grossich per marxar cap a l'exili.
Així Antonio Grossich serà cap del govern provisional de l'Estat Lliure amb la funció de preparar una Constitució per a la nova entitat política sobirana. Antonio Grossich governarà fins a les primeres eleccions parlamentàries del 24 d'abril del 1921. Se celebren les primeres eleccions parlamentàries a les quals hi participen els autonomistes i el Bloc Nacionalista, partidari de l'annexió a Itàlia. La victòria se la var endur el Partit Autonomista de Ricardo Zanella amb 6558 vots. En canvi, el Bloc Nacionalista (integrat pel Partit Nacional Feixista, el Partit Liberal i el Democràtic) només en va tenir 3443 sufragis.
Li seguiren uns mesos d'extrema conflictivitat amb episodis de violència i acusacions a Zanella de voler allunyar-se d'Itàlia. El nacionalistes italians opositors a la política del cap de govern constituïren un Comitè de Defensa Nacional. Aquests, amb el probable suport del govern italià, realitzen el tres de març del 1922 un cop d'estat dirigit per l'exlegionari i diputat feixista Francesco Giunta. Amb la victòria d'aquest cop d'estat, Zanella es va veure obligat a presentar la seva dimissió i entrega el poder a un Comitè de Defensa ciutadà. Amb el suport del rei de Iugoslàvia Alexandre I, Zanella va iniciar el camí de l'exili. No tornarà a Fiume mai més morint finalment a Roma el 1959. Pocs dies després del cop d'estat, el sis de març es demana al govern italià el restabliment de l'ordre; el dia disset, l'exèrcit italià entra a Fiume tornant el poder.
Mentre, a Itàlia, Mussolini assumeix el poder l'octubre del 1922 com a President de Govern. A més, assumeix també la cartera d'Afers Estrangers. Com a secretari general del Ministeri figura el diplomàtic Salvatore Contarini, partidari de l'apropament diplomàtic a la Gran Bretanya i França i de l'entesa amb Iugoslàvia. Cap a l'estiu del 1923, la incertesa sobre el futur de la ciutat de Fiume provoca el seu estancament econòmic. La situació és aprofitada pel dictador feixista italià Benito Mussolini per afirmar que l'allargament de la situació és insostenible tant per a la ciutat com els països del voltant. L'agost envia un ultimàtum a la comissió italiano-iugoslava d'Abbazia urgint el retorn de Fiume a Itàlia. De fet, cap país (ni França, ni la Gran Bretanya, ni Txecoslovàquia o la mateixa Iugoslàvia) volia un conflicte bèl·lic a causa de Fiume. Fins i tot, francesos i txecs eren favorables a l'entrega de la ciutat a Itàlia. A més, el prestigi internacional d'aquest últim país havia augment arran de l'incident de Corfú amb Grècia d'agost-setembre del 1923.
Gràcies a aquesta normalització diplomàtica, el 17 de setembre del 1923 Mussolini nomena el militar Gaetano Giardino governador militar de Fiume amb el doble encàrrec de preparar l'annexió definitiva de la ciutat a Itàlia i de restablir l'ordre públic. Finalment, el 27 de gener del 1924 italians i iugoslaus signen el Tractat de Roma (1924). En funció d'aquest acord la ciutat de Fiume passa a sobirania italiana establint el curs del riu Rječina, anomenat aleshores pels italians Eneo, com a límit fronterer entre els dos Estats. La delimitació final de la frontera s'encarregà a una Comissió mixta els acords de la qual seran acceptats per ambdós països a la Convenció de Neptú del 20 de juliol del 1925. Tot i això, el Parlament iugoslau no ratificarà el tractat fins tres anys després. El govern de l'Estat Lliure de Fiume no acceptà tal acord diplomàtic i va continuar operant a l'exili. Amb l'annexió al Regne d'Itàlia Fiume es converteix en capital de la Província homònima, també anomenada del Carnaro, fins a la seva ocupació pels partisans de Tito el 1945.
Finalment, el 27 de gener del 1924, el Regne d'Itàlia i el Regne dels serbis, croats i eslovens van signar el Tractat de Roma, on va acordar l'annexió de la ciutat de Fiume per part d'Itàlia i l'absorció de Sušak pel Regne dels serbis, croats i eslovens; va entrar en vigor el 16 de març de 1924 i establint-ne com a límit fronterer entre els dos estats el curs del riu Rječina, anomenat aleshores pels italians Eneo. El govern a l'exili de l'Estat lliure va considerar que aquest acte no era vàlid i no vinculant segons el dret internacional i va continuar les seves activitats.

## Conseqüències des de la fi de la Segona Guerra Mundial
Amb la rendició italiana el 1943 la situació a Fiume i la península d'Ístria es complica. Per una banda, un grup de ciutadans publicà l'anomenat "Memoràndum libúrnic" en el qual proposaven que les localitats de Fiume, Susak (Sušak) i Bisterza (Ilirska Bistrica) formessin un estat confederat amb Itàlia. Per la seva banda, les illes de Veglia (Krk), Cherso (Cres) i Lussino (Lošinj) constituirien un condomini amb la proposada confederació. El president del govern a l'exili, Riccardo Zanella encara cercava el restabliment de l'Estat Lliure.
El mateix any tant els partisans serbis com els comunistes titistes comuniquen als aliats les seves pretensions d'incorporar els territoris italians a la nova Iugoslàvia que nasqués de la guerra. També hi ha contactes entre representants del moviment autonomista de Fiume i partisans comunistes iugoslaus per tal d'alliberar el territori dels alemanys que han substituït les tropes italianes arran de la signatura de l'armistici amb els aliats el juliol del mateix any. Mentre, els alemanys havien reorganitzat el territori com a Zona d'Operacions del Litoral Adriàtic. Tanmateix, aquests contactes fracassaren per l'oposició dels autonomistes de Fiume a l'annexió a la futura Iugoslàvia que naixeria de la guerra. La Lliga dels Comunistes de Iugoslàvia s'oposava a la idea i el 3 de maig del 1945 ocuparen la ciutat a la qual li seguiren els primers afusellaments en massa d'activistes del moviment autonomista. Entre ells foren assassinats Nevio Skull, Mario Blasich i Sergio Sincich. El president Zanella es va amagar. Amb el Tractat de pau amb Itàlia, 1947, Fiume (ara anomenada Rijeka) i Ístria van passar a formar part oficialment de Iugoslàvia.
Amb els Tractats de París del 1947, tant la ciutat de Fiume i la Península d'Ístria s'incorporaren a la República Federal de Iugolsàvia. Amb la seva desaparició el 1992, ara formen part de Croàcia.

## Polítics
- Antonio Grossich (1849-1926), polític irredemptista, cap del Consell Nacional Italià de Fiume l'octubre del 1918 i governador provisional de l'Estat Lliure de Fiume de l'1 de gener al 24 d'abril del 1921.
- Salvatore Bellasich (1890-1946), fou comissari extraordinari per la ciutat, després de la dimissió de Grossich, entre el 28 d'abril i el 13 de juny del 1922.
- Antonio Foschini e Luigi Amantea, ambdós militars, foren Alts Comissaris del Regne d'Itàlia cridats per mantenir l'ordre contra els creixents incidents que se succeïen després de les eleccions d'abril del 1921.
- Riccardo Zanella (1875-1959), polític autonomista, fou President del l'Estat Lliure de Fiume del 5 d'octubre del 1921 fins al cop d'estat nacionalista del 3 de març del 1922 en què fou destituït. Poc després marxarà a l'exili. Un cop acabada la guerra defensarà inútilment la pervivència de l'Estat Lliure de Fiume.[21]
- Attilio Depoli (1887-1963), polític irredemptista, fou Cap Provisional de l'Estat Lliure de Fiume després del cop d'estat de març del 1922. Ho serà fins al 17 de setembre del 1923.
- Gaetano Giardino (1865-1934), general del l'exèrcit italià, fou governador militar de Fiume des del 17 de setembre fins al 22 de febrer del 1924. Poc després, com se sap, Fiume serà annexionada definitivament a la Itàlia feixista.